# アルブレヒト (プロイセン公)

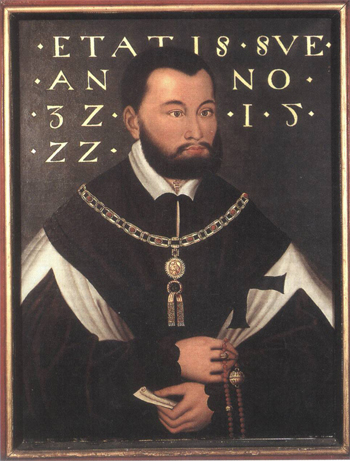
1522年頃のアルブレヒト

アルブレヒト・フォン・ブランデンブルク＝アンスバッハ（Albrecht von Brandenburg-Ansbach, 1490年5月16日 - 1568年3月20日）は、ドイツ騎士団の総長（在位：1510年 - 1525年）、後に初代プロイセン公（在位：1525年 - 1568年）。ブランデンブルク選帝侯アルブレヒト・アヒレスの四男であるアンスバッハ辺境伯及びクルムバッハ辺境伯フリードリヒと、ポーランド王カジミェシュ4世の娘ゾフィアの間の三男で、クルムバッハ辺境伯カジミール、アンスバッハ辺境伯ゲオルクの弟である。
1510年、ドイツ騎士団総長フリードリヒ・フォン・ザクセンが死去すると、時のポーランド王ジグムント1世の甥であることから、新たな総長に選ばれた。
1523年に支配下の騎士と共にルター派に改宗した。そして1525年、ドイツ騎士団国家に代えて、ホーエンツォレルン家が世襲する世俗の領邦であるプロイセン公国をポーランド王国の宗主権下に創設し、初代プロイセン公となった。

## 子女
1526年、デンマーク・ノルウェーの王フレゼリク1世の娘ドロテアと結婚した。
- アンナ・ゾフィー（1527年 - 1591年） - メクレンブルク＝シュヴェリーン公ヨハン・アルブレヒト1世と結婚。
- カタリーナ（1528年）
- フリードリヒ・アルブレヒト（1529年 - 1530年）
- ルチア・ドロテア（1531年 - 1532年）
- ルチア（1537年 - 1539年）
- アルブレヒト（1539年）

1550年、ブラウンシュヴァイク＝カレンベルク侯エーリヒ1世の娘アンナ・マリアと再婚。
- エリーザベト（1551年 - 1596年）
- アルブレヒト・フリードリヒ（1553年 - 1618年）